# パナレーア島
パナレーア島 (パナレーアとう、Panarea) は、エオリア諸島で2番目に小さい島であり、火山島である。最高地点はティンポーネ・デル・コルヴォの421m。バジルッツォ (Basiluzzo) 、スピナッツォラ (Spinazzola) 、リスカ・ビャンカ (Lisca Bianca) 、ダッティロ (Dattilo) 、ボッタロ (Bottaro) 、リスカ・ネーラ (Lisca Nera, 今では僅か) などの小島、パナレッリ (Panarelli) 岩、フォルミケ (Formiche) 岩などと共に、リーパリ島とストロンボリ島の間で小さな群島を形作っている。休暇シーズンには多くの観光客が集まる。

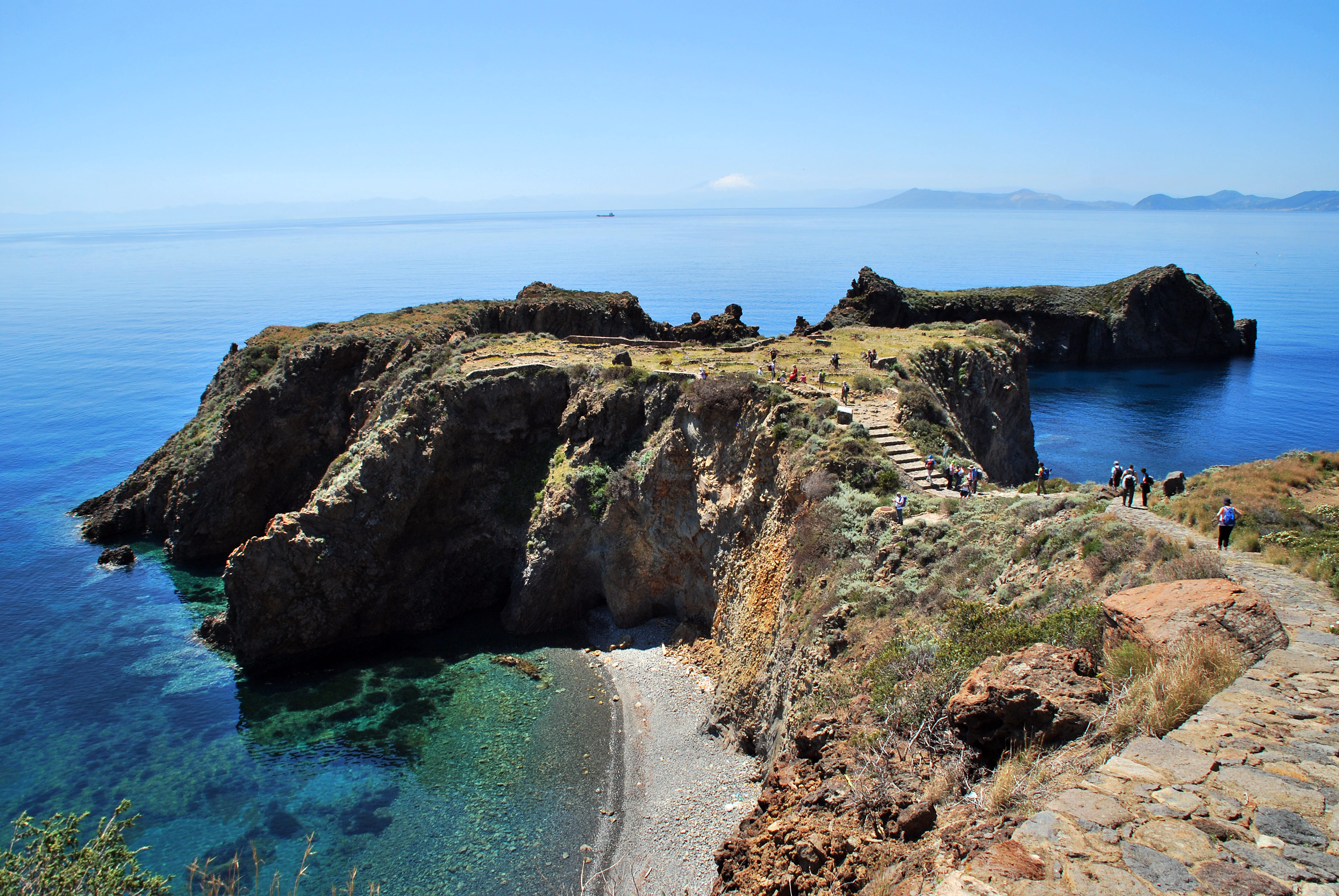

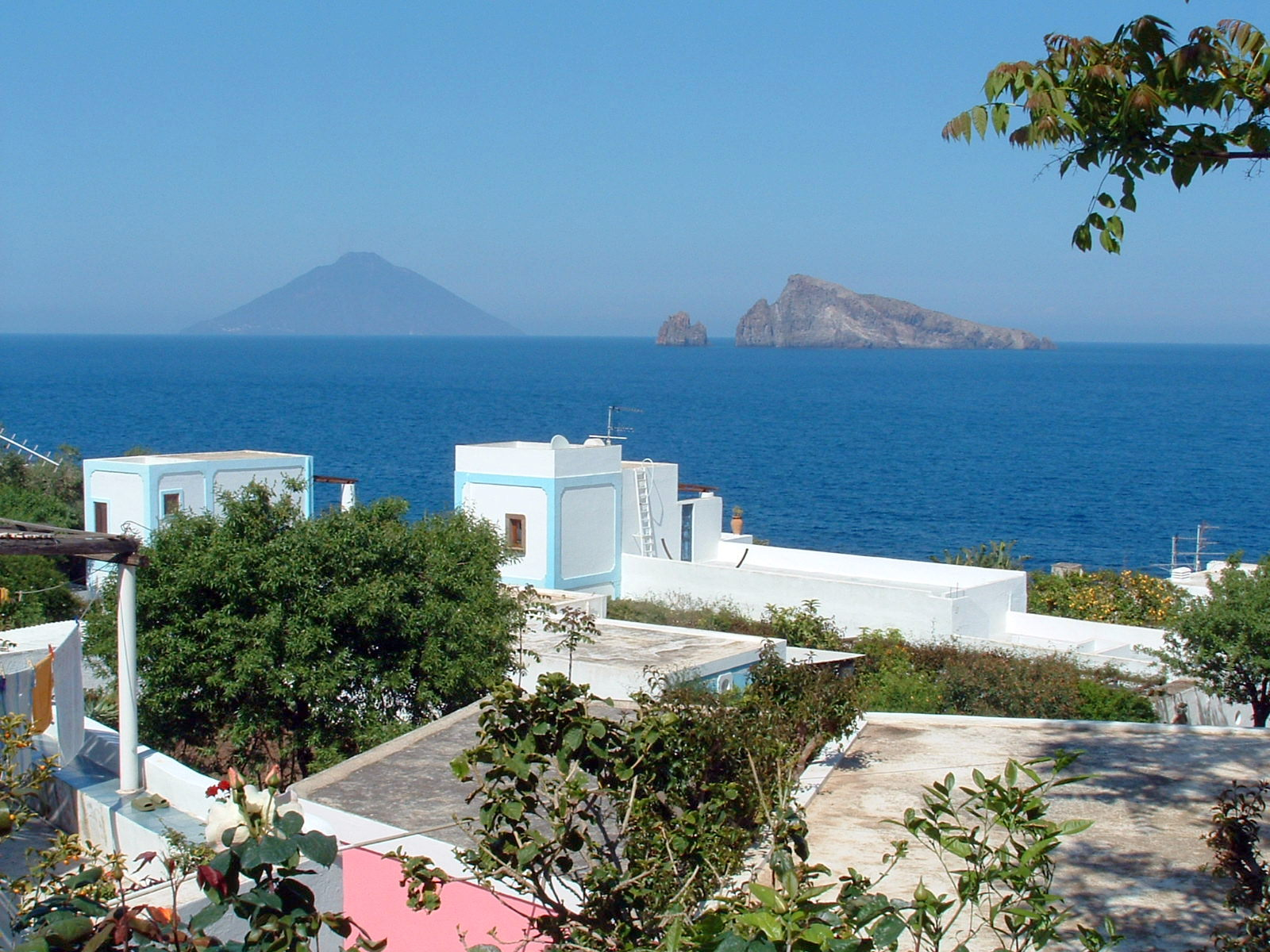